# Wilhelm Prentzel
Wilhelm Prentzel, född 28 juli 1878 i Hagen, död 2 maj 1945 i Berlin-Staaken genom självmord, var en tysk amiral under andra världskriget.